# 7172 Multatuli
A 7172 Multatuli (ideiglenes jelöléssel 1988 DE2) a Naprendszer kisbolygóövében található aszteroida. Eric Walter Elst fedezte fel 1988. február 17-én.